# Ursus thibetanus ussuricus
El oso negro del Ussuri (Ursus thibetanus ussuricus) es una subespecie de mamíferos carnívoros de la familia Ursidae y es la subespecie más grande del oso del Tíbet.

## Distribución geográfica
Se encuentran en Asia: el sur de Siberia, el noreste de la China y la Península de Corea.